# ミヤコ地下街
ミヤコ地下街（ミヤコちかがい）は、名古屋駅周辺に存在する地下街の一つ。名駅通との交差点から東へ向かうようにして、錦通の真下に設けられている。

## 概要
東端にセンチュリー豊田ビルがあり、西端ではキタチカ（旧 新名フード）、サンロードおよびフードターミナル（連絡街）と接する。地下街全体が錦通地下に所在し、地下街の下には地下鉄東山線が走っている。
1963年（昭和38年）9月21日に近鉄グループに属する名古屋都ホテルが開業した際に、各路線の名古屋駅から都ホテルへの連絡する形で開設された。地下街の名前は都ホテルにちなんでのものである。
その開設の目的もあり地下街の運営は近鉄グループが行ってきたが、2000年（平成12年）に名古屋都ホテルが撤退したことから近鉄グループとしては地下街を保有する意義を失ったため、2003年（平成15年）に地下街を三井不動産へ売却、その後名古屋鉄道子会社の名鉄産業が取得し、2018年（平成30年）現在では同社が管理を行っている。三井不動産の買収当時、ミヤコ地下街の南側でモード学園スパイラルタワーズ（2008年（平成20年）完成）を建設中であり、それと一体化する形で周囲の発展を目指す目論見があったとされている。